# Parafia św. Barbary w Cleveland
Parafia św. Barbary w Cleveland (ang. St. Barbara's Parish) – parafia rzymskokatolicka położona w Cleveland w stanie Ohio w Stanach Zjednoczonych.
Była ona wieloetniczną parafią w diecezji Cleveland, z mszą św. w j. polskim dla polskich imigrantów.
Ustanowiona 1905 roku i dedykowana św. Barbarze.